# Макове (станція)
Макове — проміжна залізнична станція 5 класу Конотопської дирекції Південно-західної залізниці на лінії Конотоп—Хутір-Михайлівський. До станції примикає односмугова неелектрифікованіна лінія Макове—Глухів—Баничі.
Розташована в Шосткинському районі Сумської області між станціями Янпіль (14 км) та Терещенська (10,5 км).
На станції зупиняються поїзди лише місцевого сполучення.